# Sudschanski rajon
Der Rajon Sudscha oder Sudschanski rajon ist eine Verwaltungseinheit in der russischen Oblast Kursk.
Der Verwaltungssitz des Rajons ist Sudscha.

## Geografie
Der Rajon grenzt an die Rajons Korenewo, Lgow, Bolschoje Soldatskoje und Belaja sowie an den ukrainischen Rajon Sumy in der Oblast Sumy.

### Flüsse
Das Rajongebiet wird von den Flüssen Sudscha, Psel, Worobscha und Loknja durchflossen.

### Klima
In diesem Rajon ist das Klima kalt und gemäßigt. Es gibt während des Jahres eine erhebliche Menge an Niederschlägen. Die Klassifikation des Klimas nach Köppen und Geiger lautet Dfb.

## Geschichte
Der Rajon Sudscha wurde am 30. Juli 1928 als Okrug Lgow gebildet. Im Jahr 1934 wurde er Teil der neu gebildeten Oblast Kursk.
2024 wurden große Teile des Rajons im Rahmen der Kursk-Offensive 2024 von ukrainischen Truppen eingenommen, darunter auch das Verwaltungszentrum Sudscha.

## Kommunale Selbstverwaltung
Auf dem Territorium des Rajons Sudscha bestehen 1 Stadt- und 16 Landgemeinden (Dorfsowjets).

### Stadtgemeinden
| Name          | Verwaltungssitz | Anzahl der Orte | Einwohner (2010) | Fläche [km²] |
| ------------- | --------------- | --------------- | ---------------- | ------------ |
| Stadt Sudscha | Sudscha         | 1               | 5738             | 4,24         |

### Landgemeinden (Dorfsowjets)
| Name                | Verwaltungssitz             | Anzahl der Orte | Einwohner (2010) | Fläche [km²] |
| ------------------- | --------------------------- | --------------- | ---------------- | ------------ |
| Borkowski           | Borki                       | 02              | 0527             | 048,36       |
| Worobschanski       | Worobscha                   | 05              | 0779             | 062,43       |
| Gontscharowski      | Gontscharowka               | 04              | 3093             | 047,05       |
| Gujewski            | Gujewo                      | 02              | 1133             | 054,28       |
| Samostjanski        | Samostje                    | 05              | 3019             | 070,37       |
| Saoleschenski       | Saoleschenka                | 05              | 3434             | 073,32       |
| Kosatscheloknjanski | Kosatschja Loknja           | 06              | 0798             | 051,01       |
| Maloloknjanski      | Malaja Loknja               | 07              | 0936             | 061,34       |
| Martynowski         | Martynowka                  | 02              | 0801             | 050,04       |
| Machnowski          | Machnowka                   | 06              | 1707             | 051,98       |
| Nowoiwanowski       | Nowoiwanowka                | 06              | 0413             | 055,68       |
| Plechowski          | Plechowo                    | 01              | 0648             | 047,59       |
| Pogrebski           | Pogrebki                    | 13              | 0464             | 074,24       |
| Poretschenski       | Tscherkasskoje Poretschnoje | 10              | 1508             | 123,27       |
| Swerdlikowski       | Swerdlikowo                 | 06              | 1259             | 085,83       |
| Ulankowski          | Ulanok                      | 01              | 0516             | 033,70       |

## Einwohnerentwicklung
| Jahr | Einwohner |
| ---- | --------- |
| 2002 | 31.466    |
| 2004 | 30.800    |
| 2007 | 29.273    |
| 2009 | 29.012    |
| 2010 | 26.964    |
| 2011 | 26.889    |
| 2012 | 26.526    |
| 2013 | 26.422    |
| 2014 | 26.412    |
| 2015 | 26.370    |
| 2016 | 26.433    |
| 2017 | 26.773    |
| 2018 | 26.689    |